# Земля Королеви Мері
Земля Королеви Мері (англ. Queen Mary Land) — частина території Східної Антарктиди між 92° 03'і 100° 04' східної довготи. На заході межує з Землею Вільгельма II, на сході — із Землею Вілкса. Прибережна частина — Берег Правди, який омивається морями Дейвіса і Моусона. У східній частині до берега дотикається шельфовий льодовик Шеклтона.
Майже вся територія являє собою поверхню льодовикового покриву, круто підіймається від моря вглиб материка до висоти 2500-3000 м; поблизу узбережжя — ділянки, вільні від льоду, де є незначні виходи корінних порід.
Земля королеви Мері була відкрита в 1912 році австралійською антарктичною експедицією Дугласа Моусона і названа на честь британської королеви Марії Текської. З 13 лютого 1956 року на узбережжі постійно діє наукова станція Мирний. У 1956-1959 роках тут також працювала радянська станція Піонерська, у 1957-1959 роках — станція Комсомольська.